# 샤넬 크레스웰
샤넬 크레스웰(Chanel Cresswell, 1990년 1월 23일 ~ )은 잉글랜드의 배우이다. 영화 《디스 이즈 잉글랜드》 시리즈의 켈리 역으로 알려져 있다.

## 출연 작품
- 러브 스프레드 (2020)
- 마이 네임 이즈 레니 (2017)
- 트롤리드 시즌1 (2011)
- 디스 이즈 잉글랜드 '86 (2010)
- 위시 143 (2009)
- 디스 이즈 잉글랜드 (2006)